# Exochus unidentatus
Exochus unidentatus är en stekelart som beskrevs av Tohru Uchida 1952. Exochus unidentatus ingår i släktet Exochus och familjen brokparasitsteklar. Inga underarter finns listade i Catalogue of Life.